# Влодзімеж Смолярек
Влодзі́меж Во́йцех Смоля́рек (пол. Włodzimierz Wojciech Smolarek; 16 липня 1957, Александрув-Лодзький — 7 березня 2012, Александрув-Лодзький) — польський футболіст, лівий вінгер. Один з найкращих гравців в історії національної збірної Польщі. Бронзовий призер чемпіонату світу 1982 року та учасник чемпіонату світу 1986 року. Найкращий футболіст Польщі 1984 і 1986 року. Батько гравця збірної Польщі Еузебіуша Смолярека.

## Кар'єра

### Клубна
Влодзімеж Смолярек почав свою футбольну кар'єру в сезоні 1976/77 у складі «Відзева». Однак за перші півтора сезону в команді він жодного разу не з'явився на полі і на початку 1978 року перейшов до «Легії». Відігравши за «Легію» залишок сезону 1977/78 і першу половину сезону 1978/79, Смолярек повернувся в «Відзев». Всього у складі «Легії» Смолярек зіграв 20 матчів (18 в чемпіонаті і 2 в Кубку) та забив 6 голів (4 в чемпіонаті і 2 в Кубку).
Після повернення до «Відзева» Смолярек став основним гравцем клубу на наступні 7 сезонів. За цей час він став дворазовим чемпіоном Польщі, володарем Кубка Польщі, а в сезоні 1982/83 Смолярек разом зі своєю командою дійшов до півфіналу Кубка європейських чемпіонів. На своєму шляху поляки вибили з розіграшу мальтійський «Хіберніанс» (Смолярек узяв участь лише в першому матчі), віденський «Рапід» (Смолярек не брав участі в обох матчах) та англійський «Ліверпуль» (Смолярек зіграв в обох матчах, і в другому забив другий гол). У півфіналі «Відзев» потрапив на «Ювентус», але італійці виявилися сильнішими, вигравши у себе вдома 2:0, а у Польщі зігравши внічию 2:2 і вибили поляків з турніру.
Одразу після чемпіонату світу 1986 року Смолярек покинув Польщу та відправився грати за німецький «Айнтрахт» з Франкфурта-на-Майні. Всього у складі «Відзева» Смолярек зіграв 224 матчі та забив 71 гол. 19 червня 1985 року Влодзімеж Смолярек, забивши гол у ворота «Мотора» з Любліна, завдяки чому став найкращим бомбардиром «Відзева» у чемпіонаті Польщі. Це був його 51-й гол у чемпіонаті, тим самим він побив попереднє досягнення Збігнева Бонека, на рахунку якого було 50 голів за «Відзев» у чемпіонаті. Всього в чемпіонаті Смолярек забив за «Відзев» 61 гол, це досягнення лише в 1996 році побив Марек Конярек.
9 серпня 1986 року в дебютному матчі за «Айнтрахт» проти дюссельдорфської «Фортуни» забив свій перший гол за клуб вже на 3-й хвилині матчу, а на 64-й зробив дубль. У складі «Айнтрахта» Смолярек провів 2 сезони, ставши за цей час володарем Кубка ФРН. Всього за «Айнтрахт» Смолярек провів 72 матчі (63 в чемпіонаті ФРН і 9 у Кубку) та забив 16 голів (13 в чемпіонаті і 3 в Кубку).

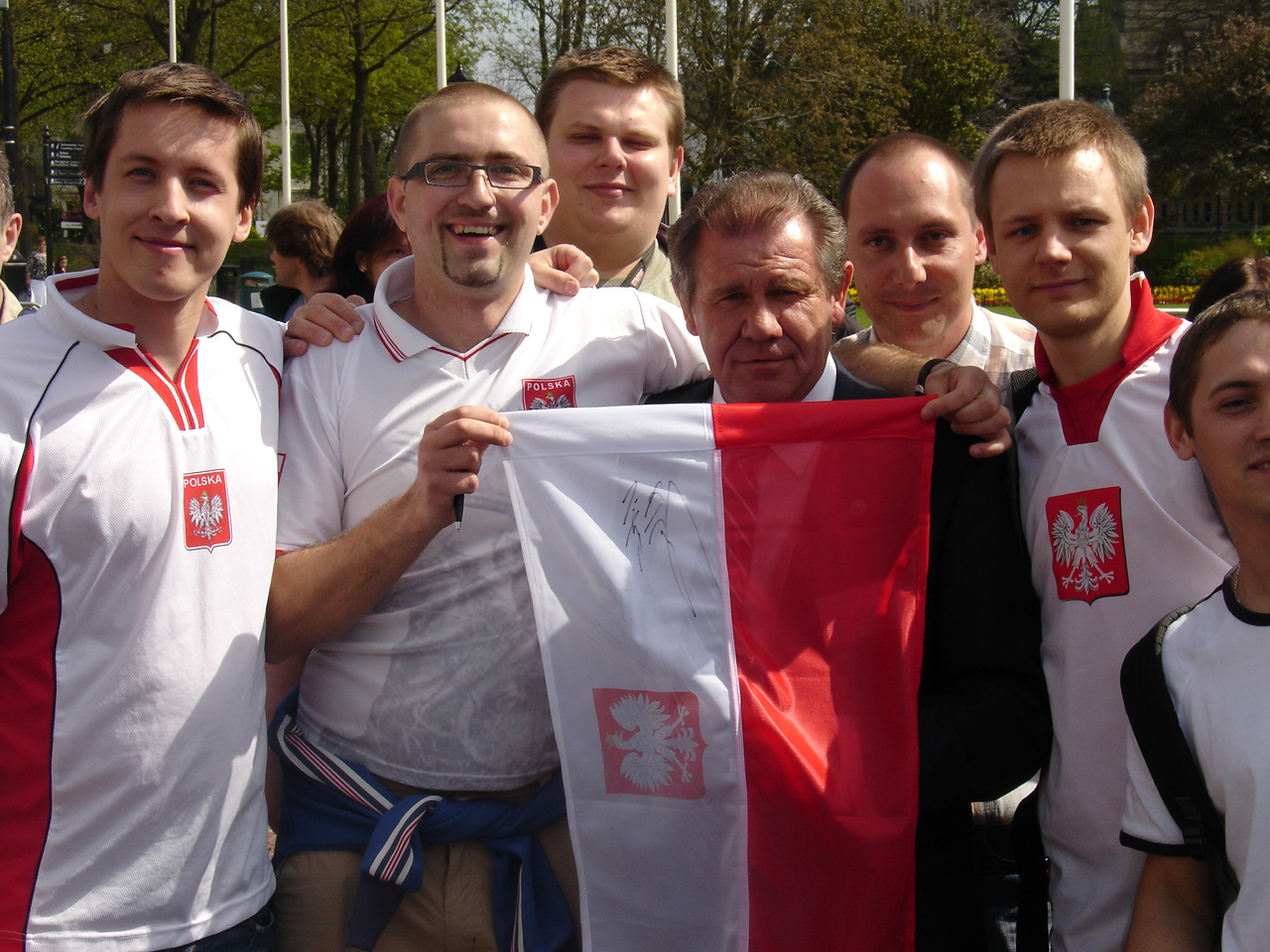
Влодзімеж Смолярек (за прапором) у 2007 році

У середині 1988 року Смолярек перебрався в Нідерланди, де його купив «Фейєнорд», який заплатив німцям 600,000 нідерландських гульденів.
У своєму першому сезоні в Нідерландах Смолярек зіграв у 31 матчі чемпіонату та забив 10 голів. Проте вже в середині наступного сезону «Фейєнорд» продав вікового поляка в «Утрехт». За півтора сезони в «Фейеноорді» Смолярек зіграв в 50 матчах (46 у чемпіонаті, 3 в Кубку і 1 в Кубку УЄФА) та забив 13 голів.
У «Утрехті» Смолярек грав до 1996 року, за цей час він не виграв жодного титулу, але у свої перші три повноцінних сезону був найкращим бомбардиром команди. Всього за шість з половиною сезонів в «Утрехті» Влодзімеж Смолярек зіграв у 166 матчах чемпіонату та забив у них 33 голи.
Влітку 1996 року 39-річний Смолярек вирішив завершити свою 20-річну кар'єру футболіста.

### У збірній
В збірної Польщі Влодзімеж Смолярек дебютував 12 жовтня 1980 року в товариському матчі зі збірної Аргентини, що завершився поразкою поляків з рахунком 1:2.
В 1982 році Смолярек узяв участь у чемпіонаті світу, він зіграв у шести матчах своєї збірної та забив один гол в матчі зі збірною Перу. На тому чемпіонаті поляки завоювали бронзові медалі, обігравши у матчі за третє місце збірну Франції з рахунком 3:2, але сам Смолярек не брав участі у цьому матчі.
1986 року Смолярек узяв участь у своєму другому чемпіонаті світу. Поляки вийшли з групи, але вибули на стадії 1/8 фіналу, а сам Влодзімеж узяв участь у всіх чотирьох матчах та забив єдиний гол у матчі з португальцями.
Свій останній матч за збірну Влодзімеж Смолярек провів 14 жовтня 1992 року в відбірковому матчі чемпіонату світу 1994 року зі збірною Нідерландів, що завершився нічиєю з рахунком 2:2, причому до цього останній раз за збірну він виступав цілих чотири роки тому. Всього ж за збірну Влодзімеж Смолярек зіграв 60 матчів, в яких забив 13 голів, 9 матчів він провів як капітан збірної.

## Після завершення кар'єри гравця

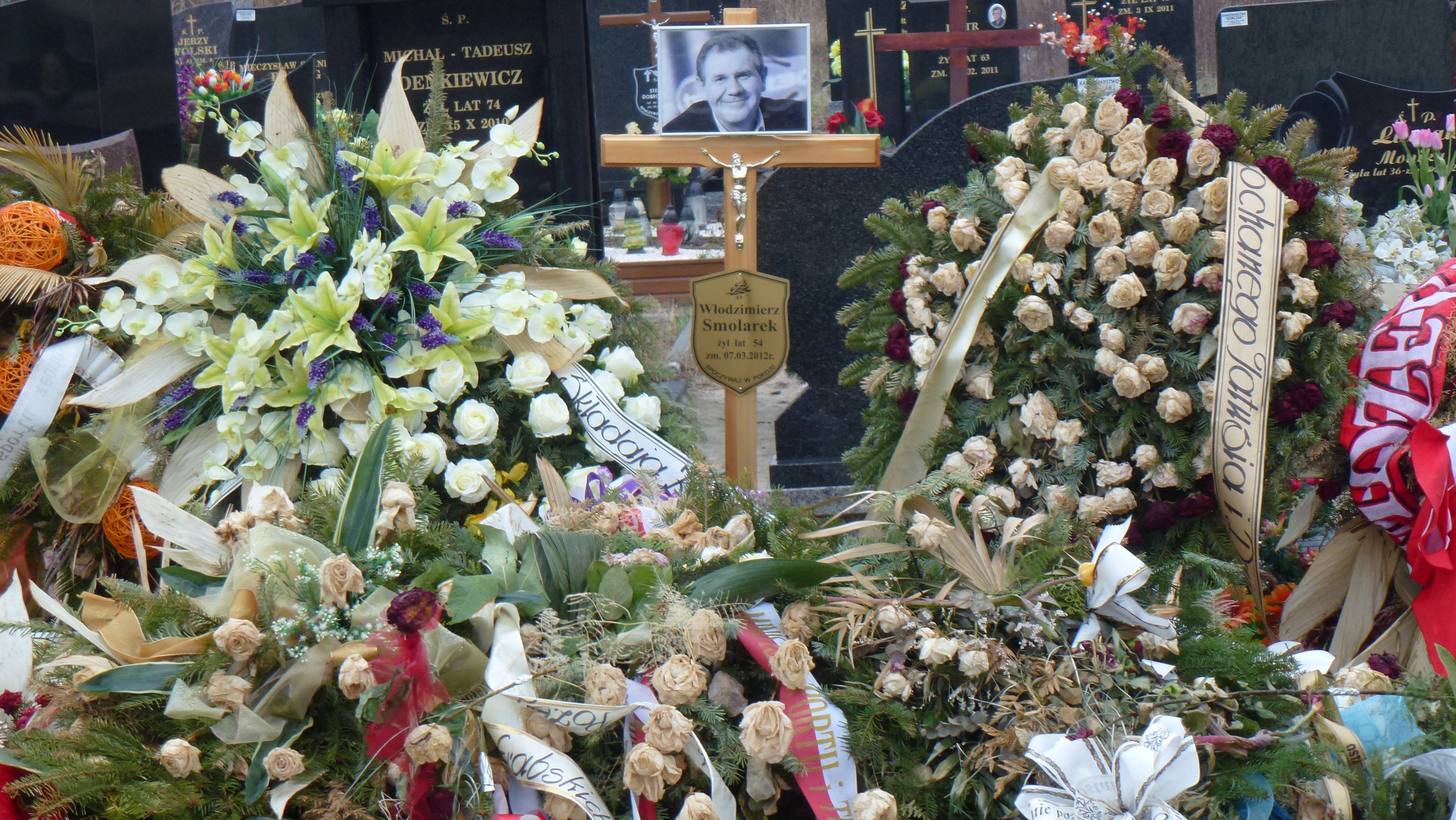
Могила Влодзімежа Смолярека. 5 квітня 2012 року

По закінченні футбольної кар'єри Смолярек повернувся в «Фейєнорд» і став працювати тренером молоді. На цій посаді він пропрацював до 2009 року.
2009 року невдало брав участь у виборах до Європарламенту.
З кінця 2009 року Влодзімеж працював координатором молодіжних програм в польському футбольному союзі.
7 березня 2012 року Влодзімеж Смолярек помер у віці 54-х років.

## Статистика
border=1 align=center cellpadding=4 cellspacing=2 style="background: ivory; font-size: 95 %; border: 1px #aaaaaa solid; border-collapse: collapse; clear: center"
| Відзев               | 1976/77           | 0       | 0   | 0    | 0   | 0 | 0 | 0 | 0 | 0  | 0 | 0 | 0   | 0      | 0       |    |   |   |   |   |   |   |   |   |   |   |   |     |   |
| Відзев               | 1977/78           | 0       | 0   | 0    | 0   | 0 | 0 | 0 | 0 | 0  | 0 | 0 | 0   | 0      | 0       |    |   |   |   |   |   |   |   |   |   |   |   |     |   |
| Відзев               | Разом             | 0       | 0   | 0    | 0   | 0 | 0 | 0 | 0 | 0  | 0 | 0 | 0   | 0      | 0       |    |   |   |   |   |   |   |   |   |   |   |   |     |   |
| Легія                | 1977/78           | 3       | 0   | 0    | 0   | 0 | 0 | 0 | 0 | 0  | 0 | 0 | 0   | 3      | 0       |    |   |   |   |   |   |   |   |   |   |   |   |     |   |
| Легія                | 1978/79           | 15      | 4   | 2    | 2   | 0 | 0 | 0 | 0 | 0  | 0 | 0 | 0   | 17     | 6       |    |   |   |   |   |   |   |   |   |   |   |   |     |   |
| Легія                | Разом             | 18      | 4   | 2    | 2   | 0 | 0 | 0 | 0 | 0  | 0 | 0 | 0   | 20     | 6       |    |   |   |   |   |   |   |   |   |   |   |   |     |   |
| Відзев               | 1978/79           | 4       | 0   | 0    | 0   | 0 | 0 | 0 | 0 | 0  | 0 | 0 | 0   | 4      | 0       |    |   |   |   |   |   |   |   |   |   |   |   |     |   |
| Відзев               | 1979/80           | 26      | 9   | 2    | 0   | 0 | 0 | 0 | 0 | 2  | 0 | 0 | 0   | 30     | 9       |    |   |   |   |   |   |   |   |   |   |   |   |     |   |
| Відзев               | 1980/81           | 25      | 6   | 2    | 0   | 0 | 0 | 0 | 0 | 6  | 1 | 0 | 0   | 33     | 7       |    |   |   |   |   |   |   |   |   |   |   |   |     |   |
| Відзев               | 1981/82           | 28      | 10  | 3    | 0   | 2 | 2 | 0 | 0 | 0  | 0 | 1 | 1   | 34     | 13      |    |   |   |   |   |   |   |   |   |   |   |   |     |   |
| Відзев               | 1982/83           | 20      | 10  | 1    | 0   | 5 | 1 | 0 | 0 | 0  | 0 | 0 | 0   | 26     | 11      |    |   |   |   |   |   |   |   |   |   |   |   |     |   |
| Відзев               | 1983/84           | 23      | 8   | 2    | 1   | 0 | 0 | 0 | 0 | 3  | 0 | 0 | 0   | 28     | 9       |    |   |   |   |   |   |   |   |   |   |   |   |     |   |
| Відзев               | 1984/85           | 29      | 8   | 6    | 2   | 0 | 0 | 0 | 0 | 4  | 1 | 0 | 0   | 39     | 11      |    |   |   |   |   |   |   |   |   |   |   |   |     |   |
| Відзев               | 1985/86           | 26      | 10  | 2    | 1   | 0 | 0 | 2 | 0 | 0  | 0 | 0 | 0   | 30     | 11      |    |   |   |   |   |   |   |   |   |   |   |   |     |   |
| Відзев               | Разом             | 181     | 61  | 18   | 4   | 7 | 3 | 2 | 0 | 15 | 2 | 1 | 1   | 224    | 71      |    |   |   |   |   |   |   |   |   |   |   |   |     |   |
| Айнтрахт (Франкфурт) | 1986/87           | 30      | 4   | 3    | 1   | 0 | 0 | 0 | 0 | 0  | 0 | 0 | 0   | 33     | 5       |    |   |   |   |   |   |   |   |   |   |   |   |     |   |
| Айнтрахт (Франкфурт) | 1987/88           | 33      | 9   | 6    | 2   | 0 | 0 | 0 | 0 | 0  | 0 | 0 | 0   | 39     | 11      |    |   |   |   |   |   |   |   |   |   |   |   |     |   |
| Айнтрахт (Франкфурт) | Разом             | 63      | 13  | 9    | 3   | 0 | 0 | 0 | 0 | 0  | 0 | 0 | 0   | 72     | 16      |    |   |   |   |   |   |   |   |   |   |   |   |     |   |
| Фейєнорд \|1988/89   | 31                | 10      | ?   | 0    | 0   | 0 | 0 | 0 | 0 | 0  | 0 | 0 | 31+ | 10 \|- | 1989/90 | 15 | 3 | ? | 0 | 0 | 0 | 0 | 0 | 1 | 0 | 0 | 0 | 16+ | 3 |
| Фейєнорд \|1988/89   | Разом             | 46      | 13  | 3    | 0   | 0 | 0 | 0 | 0 | 1  | 0 | 0 | 0   | 50     | 13      |    |   |   |   |   |   |   |   |   |   |   |   |     |   |
| Фейєнорд \|1988/89   | Утрехт            | 1989/90 | 15  | 0    | ?   | ? | 0 | 0 | 0 | 0  | 0 | 0 | 0   | 0      | 15+     | 0+ |   |   |   |   |   |   |   |   |   |   |   |     |   |
| 1990/91              | Утрехт            | 32      | 12  | ?    | ?   | 0 | 0 | 0 | 0 | 0  | 0 | 0 | 0   | 32+    | 12+     |    |   |   |   |   |   |   |   |   |   |   |   |     |   |
| 1991/92              | Утрехт            | 31      | 8   | ?    | ?   | 0 | 0 | 0 | 0 | 4  | 3 | 0 | 0   | 35+    | 10+     |    |   |   |   |   |   |   |   |   |   |   |   |     |   |
| 1992/93              | Утрехт            | 33      | 9   | ?    | ?   | 0 | 0 | 0 | 0 | 0  | 0 | 0 | 0   | 33+    | 9+      |    |   |   |   |   |   |   |   |   |   |   |   |     |   |
| 1993/94              | Утрехт            | 30      | 1   | ?    | ?   | 0 | 0 | 0 | 0 | 0  | 0 | 0 | 0   | 30+    | 1+      |    |   |   |   |   |   |   |   |   |   |   |   |     |   |
| 1994/95              | Утрехт            | 23      | 3   | ?    | ?   | 0 | 0 | 0 | 0 | 0  | 0 | 0 | 0   | 23+    | 3+      |    |   |   |   |   |   |   |   |   |   |   |   |     |   |
| 1995/96              | Утрехт            | 2       | 0   | ?    | ?   | 0 | 0 | 0 | 0 | 0  | 0 | 0 | 0   | 2+     | 0+      |    |   |   |   |   |   |   |   |   |   |   |   |     |   |
| Разом                | Утрехт            | 166     | 33  | ?    | ?   | 0 | 0 | 0 | 0 | 4  | 3 | 0 | 0   | 170+   | 36 +    |    |   |   |   |   |   |   |   |   |   |   |   |     |   |
| Всього за кар'єру    | Всього за кар'єру | 474     | 124 | 32 + | 9 + | 7 | 3 | 2 | 0 | 20 | 5 | 1 | 1   | 536+   | 142+    |    |   |   |   |   |   |   |   |   |   |   |   |     |   |

## Досягнення

### Командні
Збірна Польщі
- Бронзовий призер чемпіонату світу: 1982
- Володар Кубка Неру: 1984

 «Відзев»
- Чемпіон Польщі (2): 1981, 1982
- Срібний призер чемпіонату Польщі (5): 1977, 1979, 1980, 1983, 1984
- Бронзовий призер чемпіонату Польщі (2): 1985, 1986
- Володар Кубку Польщі: 1985
- Фіналіст Кубка польської ліги: 1977
- Всього: 3 трофея

 «Айнтрахт» (Франкфурт)
- Володар Кубка ФРН: 1988

### Особисті
- Номінант на «Золотий м'яч»: 1981
- Футболіст року в Польщі  (2) : 1984, 1986

## Приватне життя
Син Влодзімєжа Смолярека Еузебіуш, названий так на честь легендарного нападника збірної Португалії та кумира Влодзімєжа Еусебіу, також є футболістом. Він тричі визнавався найкращим футболістом Польщі.